# 寧海縣 (越南)
宁海县（越南语：／）是越南宁顺省下辖的一个县。面积253.58平方千米，2017年总人口93715人。

## 地理
宁海县西接潘郎-塔占市和博爱县；北接顺北县；东和南临南海。

## 历史
2005年7月7日，仁海社析置清海社，方海社析置北山社，户海社部分区域划归新海社管辖，新海社析置北丰社管辖；以利海社、公海社、福战社、福抗社、北山社、北丰社6社析置顺北县。

## 行政区划
宁海县下辖1市镇8社，县莅庆海市镇。
- 庆海市镇（Thị trấn Khánh Hải）
- 户海社（Xã Hộ Hải）
- 仁海社（Xã Nhơn Hải）
- 方海社（Xã Phương Hải）
- 新海社（Xã Tân Hải）
- 清海社（Xã Thanh Hải）
- 知海社（Xã Tri Hải）
- 永海社（Xã Vĩnh Hải）
- 春海社（Xã Xuân Hải）